# Municipio de Tizayuca
El municipio de Tizayuca es uno de los ochenta y cuatro municipios que conforman el estado de Hidalgo en México. La cabecera municipal y la localidad más poblada es Tizayuca.
El municipio se localiza al sur del territorio hidalguense entre los paralelos 19°47′ y 19°55′ de latitud norte; los meridianos 98°54′ y 99°02′ de longitud oeste; con una altitud entre 2300 m s. n. m. (metros sobre el nivel del mar). Este municipio cuenta con una superficie de 76.80 km², y representa el 0.37 % de la superficie del estado; dentro de la región geográfica denominada como Cuenca de México (Valle de Tizayuca).
Colinda al norte con el estado de México y el municipio de Tolcayuca; al este con el municipio de Tolcayuca y el estado de México; al sur con el estado de México; al oeste con el estado de México.
Tizayuca es el único municipio hidalguense que se considera dentro de los municipios metropolitanos de la Zona Metropolitana del Valle de México, de acuerdo a los criterios de incorporación con una integración funcional por el lado norte de esta zona, según los resultados de la delimitación de las zonas metropolitanas elaborados por el Grupo Técnico Interinstitucional integrado por CONAPO, SEDESOL (hoy Secretaría de Bienestar) e INEGI.

## Toponimia
La palabra Tizayuca proviene del náhuatl Tizayocan, por lo que su significado es ‘Lugar en que se prepara tiza’.
Su glifo, que también sirve como escudo se presenta en forma de un cerro de color blanco con puntos negros, que es precisamente el símbolo de la tiza, y en la forma inferior, tres huellas humanas, que indican la acción.

## Geografía

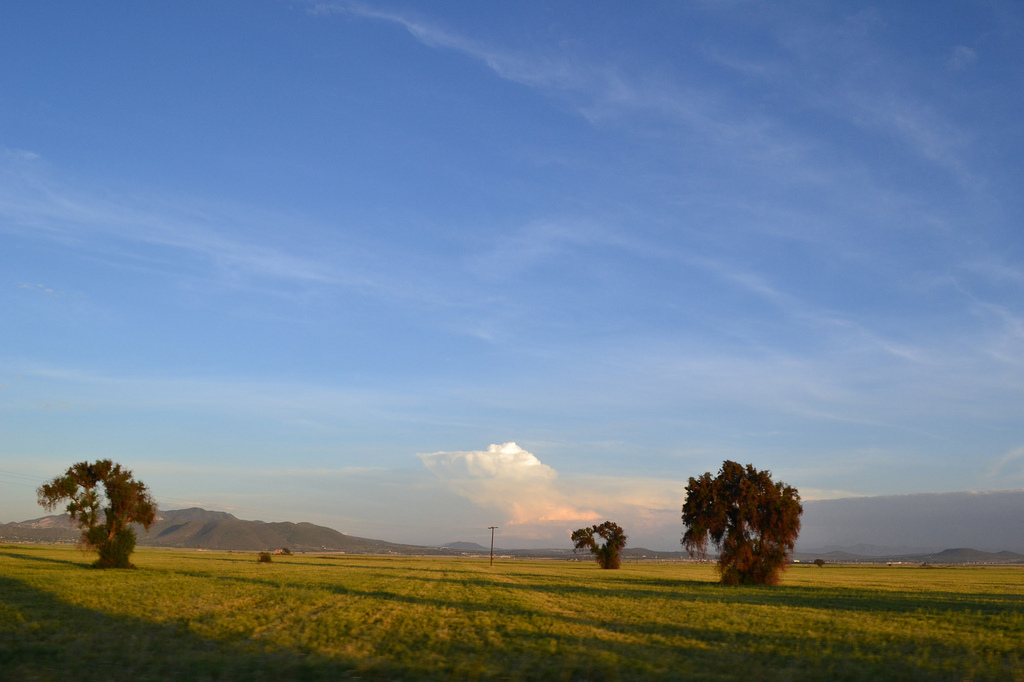
Valle de Tizayuca

### Relieve e hidrográfica
En cuanto a fisiografía se encuentra dentro de las provincia del Eje Neovolcanico; dentro de la subprovincia Lagos y volcanes de Anáhuac. Su territorio es lomerío (51.0 %), vaso lacustre (18.0 %), valle (16.0 %) y llanura (15.0 %). El municipio se compone principalmente de llanos, y un cerro llamado de la escondida.
En cuanto a su geología corresponde al periodo cuaternario (46.22 %) y neógeno (22.0 %). Con rocas tipo ígnea extrusiva: volcanoclástico (20.0 %) y basalto (2.0%); suelo: aluvial (46.22 %). En cuanto a cuanto a edafología el suelo dominante es phaeozem (68.22 %).
En lo que respecta a la hidrología se encuentra posicionado en la región hidrológica del Pánuco (3.0 %); en las cuencas del río Moctezuma; dentro de las subcuenca del río Tezontepec. Tizayuca se compone de un río llamado el Papalote que viene de Pachuca y llega a Zumpango; y por una presa llamada del Rey, además se integra por 42 pozos.

### Clima
El municipio en toda su extensión presenta una diversidad de climas; Semiseco templado (100.0 %).

### Ecología
En flora su vegetación se compone por maguey y nopal, cactus, arbustos leñosos de diversos tipos, también se encuentran árboles de pirul, pino, capulín y huizache. En cuanto a fauna se cuenta con conejo, venado, coyote, tlacuache, armadillo, liebre, tuza, hurón, zorrillo, cacomixtle, palomas de distintas especies, pato, garza, chichicuilote, agachón, tordo, codorniz, tórtola y gorrión, además de una gran variedad de reptiles, insectos y arácnidos.

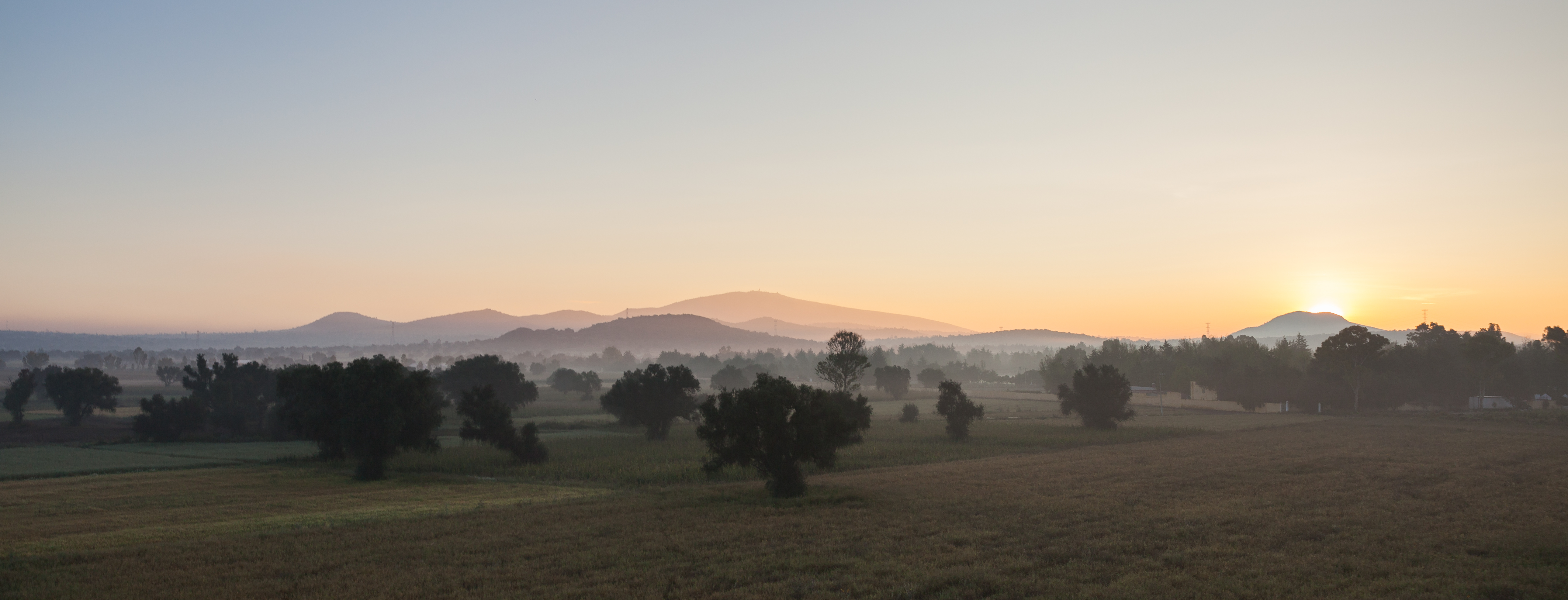
Amanecer en Huitzila

## Demografía

### Población
De acuerdo a los resultados que presentó el Censo Población y Vivienda 2020 del INEGI, el municipio cuenta con un total de 168 302 habitantes, siendo 82 047 hombres y 86 255 mujeres. Tiene una densidad de 2191.2 hab./km², la mitad de la población tiene 28 años o menos, existen 95 hombres por cada 100 mujeres.
El porcentaje de población que habla lengua indígena es de 1.67 %, en el municipio se hablan principalmente otomí (55.8 %), así como náhuatl (10.3 %). El porcentaje de población que se considera afromexicana o afrodescendiente es de 2.15 %.
Tiene una tasa de alfabetización de 99.4 % en la población de 15 a 24 años, de 97.9 % en la población de 25 años y más. El porcentaje de población según nivel de escolaridad, es de 1.9 % sin escolaridad, el 47.6 % con educación básica, el 32.5 % con educación media superior, el 17.9 % con educación superior, y 0.2 % no especificado.
El porcentaje de población afiliada a servicios de salud es de 64.7 %. El 66.2 % se encuentra afiliada al IMSS, el 17.3 % al INSABI, el 10.1 % al ISSSTE, 0.5 % IMSS Bienestar, 3.5 % a las dependencias de salud de PEMEX, Defensa o Marina, 1.6 % a una institución privada, y el 1.9 % a otra institución. El porcentaje de población con alguna discapacidad es de 5.2 %. El porcentaje de población según situación conyugal, el 32.6 % se encuentra casada, el 32.4 % soltera, el 23.8 % en unión libre, el 6.2 % separada, el 1.8 % divorciada, el 3.1 % viuda.
Para 2020, el total de viviendas particulares habitadas es de 47 529 viviendas, representa el 5.5 % del total estatal. Con un promedio de ocupantes por vivienda 3.5 personas. Predominan las viviendas con tabique y block. En el municipio para el año 2020, el servicio de energía eléctrica abarca una cobertura del 99.7 %; el servicio de agua entubada un 90.8 %; el servicio de drenaje cubre un 99.5 %; y el servicio sanitario un 99.7 %.

### Localidades

Localidad de Tizayuca

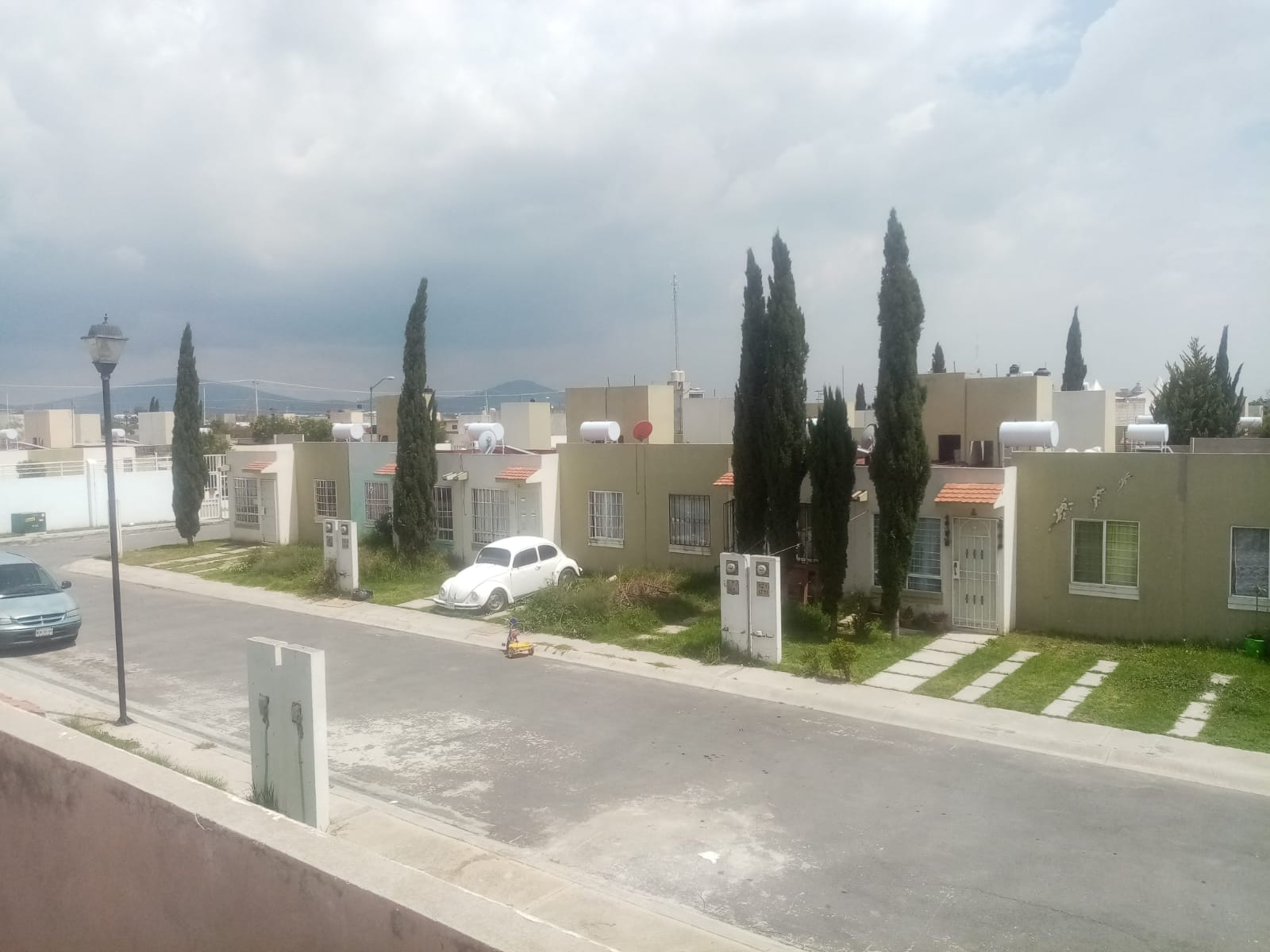
Fuentes de Tizayuca

Para el año 2020, de acuerdo al Catálogo de Localidades, el municipio cuenta con 45 localidades.
| Código INEGI | Localidad                                   | Población (2020) | Porcentaje (%) | Ámbito Población | Categoría Población |
| ------------ | ------------------------------------------- | ---------------- | -------------- | ---------------- | ------------------- |
| 130690001    | Tizayuca                                    | 60 265           | 35.808         | Urbano           | Ciudad              |
| 130690044    | Haciendas de Tizayuca                       | 26 122           | 15.521         | Urbano           | Pueblo              |
| 130690042    | Don Antonio                                 | 20 691           | 12.294         | Urbano           | Pueblo              |
| 130690055    | Los Héroes Tizayuca                         | 11 619           | 6.904          | Urbano           | Pueblo              |
| 130690005    | Emiliano Zapata                             | 9987             | 5.934          | Urbano           | Villa               |
| 130690019    | Tepojaco                                    | 8361             | 4.968          | Urbano           | Villa               |
| 130690002    | El Carmen                                   | 7029             | 4.176          | Urbano           | Villa               |
| 130690050    | Fuentes de Tizayuca                         | 6160             | 3.660          | Urbano           | Villa               |
| 130690008    | Huitzila                                    | 5805             | 3.449          | Urbano           | Villa               |
| 130690010    | El Cid                                      | 2926             | 1.739          | Urbano           | Comunidad           |
| 130690011    | Olmos                                       | 2411             | 1.433          | Rural            | Comunidad           |
| 130690029    | Las Plazas                                  | 1285             | 0.764          | Rural            | Comunidad           |
| 130690058    | Hacienda de Guadalupe                       | 1195             | 0.710          | Rural            | Comunidad           |
| 130690068    | Fraccionamiento Andalucía Residencial       | 801              | 0.476          | Rural            | Comunidad           |
| 130690045    | El Manantial                                | 738              | 0.438          | Rural            | Comunidad           |
| 130690056    | El Pedregal                                 | 447              | 0.266          | Rural            | Ranchería           |
| 130690032    | La Posta                                    | 341              | 0.203          | Rural            | Ranchería           |
| 130690066    | José Humberto Gutiérrez Corona              | 310              | 0.184          | Rural            | Ranchería           |
| 130690054    | Ciudad Natura                               | 295              | 0.175          | Rural            | Ranchería           |
| 130690049    | Bicentenario                                | 254              | 0.151          | Rural            | Ranchería           |
| 130690009    | Ignacio Zaragoza (Mogotes)                  | 254              | 0.151          | Rural            | Ranchería           |
| 130690052    | Nueva Unión                                 | 222              | 0.132          | Rural            | Ranchería           |
| 130690004    | El Chopo                                    | 131              | 0.078          | Rural            | Ranchería           |
| 130690063    | Reino Unido (Fraccionamiento)               | 99               | 0.059          | Rural            | Ranchería           |
| 130690053    | Valle de Tizayuca                           | 81               | 0.048          | Rural            | Ranchería           |
| 130690064    | San José II                                 | 66               | 0.039          | Rural            | Ranchería           |
| 130690059    | Ampliación Nueva Italia (Fraccionamiento)   | 60               | 0.036          | Rural            | Ranchería           |
| 130690061    | Lomas Verdes (Colonia)                      | 55               | 0.033          | Rural            | Ranchería           |
| 130690062    | Nueva Italia (Fraccionamiento)              | 50               | 0.030          | Rural            | Ranchería           |
| 130690067    | San José I                                  | 48               | 0.029          | Rural            | Ranchería           |
| 130690036    | San Isidro (Rancho)                         | 37               | 0.022          | Rural            | Ranchería           |
| 130690021    | San Juan                                    | 36               | 0.021          | Rural            | Ranchería           |
| 130690024    | El Manantial                                | 32               | 0.019          | Rural            | Ranchería           |
| 130690033    | Flamingos (Balneario)                       | 30               | 0.018          | Rural            | Ranchería           |
| 130690039    | La Ilusión (La Casa del Manantial) [Rancho] | 13               | 0.008          | Rural            | Ranchería           |
| 130690065    | Huitzila-Tepojaco (Corredor Industrial)     | 8                | 0.005          | Rural            | Ranchería           |
| 130690040    | San Antonio                                 | 8                | 0.005          | Rural            | Ranchería           |
| 130690031    | San Rafael (km 57) [Rancho]                 | 7                | 0.004          | Rural            | Ranchería           |
| 130690060    | Crucero del Carmen                          | 5                | 0.003          | Rural            | Ranchería           |
| 130690022    | El Manantial (Rancho)                       | 5                | 0.003          | Rural            | Ranchería           |
| 130690057    | Los Fuertes                                 | 5                | 0.003          | Rural            | Ranchería           |
| 130690023    | María Candelaria (Rancho)                   | 4                | 0.002          | Rural            | Ranchería           |
| 130690037    | Eduardo Hernández                           | 2                | 0.001          | Rural            | Ranchería           |
| 130690048    | Colonia Peregrinos                          | 1                | 0.001          | Rural            | Ranchería           |
| 130690017    | San Pedro                                   | 1                | 0.001          | Rural            | Ranchería           |

## Política

Palacio municipal de Tizayuca.

Se erigió como municipio el 15 de febrero de 1826. El Ayuntamiento está compuesto por: un presidente municipal, un síndico, regidores, 57 delegados municipales y 3 comisariados ejidales. De acuerdo al Instituto Nacional electoral (INE) el municipio está integrado por 40 secciones electorales, de la 1350 a la 1368 y de la 1767 a la 1787.
Para la elección de diputados federales a la Cámara de Diputados de México y diputados locales al Congreso de Hidalgo, se encuentra integrado al VI Distrito Electoral Federal de Hidalgo y al XVI Distrito Electoral Local de Hidalgo. A nivel estatal administrativo pertenece a la Macrorregión I y a la Microrregión XVI, además de a la Región Operativa I Pachuca.

### Cronología de presidentes municipales
| Periodo                  | Nombre                                   | Afiliación política        |
| ------------------------ | ---------------------------------------- | -------------------------- |
| 1920 y - 1928-1929       | Gregorio García Reyes                    | PRM                        |
| 1930-1931                | Aarón Escalante Reyes                    | PRM                        |
| 1952-1954                | Felipe M. Navarrete                      | PRI                        |
| 1958-1961                | Jesús Reyes Ladrón de Guevara            | PRI                        |
| 1961-1964                | Brígido Avilés Moreno                    | PRI                        |
| 1964-1967                | Pompeyo V. Quezada                       | PRI                        |
| 1967-1970                | Gilberto Aldana Hernández                | PRI                        |
| 1970-1971                | Palemón Gutiérrez Pacheco                | PRI                        |
| 1971-1973                | Brigildo Avilés Moreno                   | PRI                        |
| 1973-1976                | Guillermo Gamboa Lima                    | PRI                        |
| 1976-1977                | Jesús Rodríguez Ortiz                    | PRI                        |
| 1977-1979                | Alejo Navarrete Samperio                 | PRI                        |
| 1979-1982                | Martiniano José Luis Hernández Rodríguez | PRI                        |
| 1982-1985                | Francisco Guasco Alonso                  | PRI                        |
| 1985-1988                | Daen Galindo Díaz                        | PRI                        |
| 1988-1991                | Fernando Argüelles Martínez              | PRI                        |
| 1991-1994                | Felipe Reyes Montaño                     | PRI                        |
| 16/01/1994 al 15/01/1997 | David Rojas Olvera                       | PRI                        |
| 16/01/1997 al 15/01/2000 | Fernando Escalante Gutiérrez             | PRI                        |
| 16/01/2000 al 15/01/2003 | Juan Núñez Perea                         | PRI                        |
| 16/01/2003 al 15/01/2006 | Roberto Paredes Jiménez                  | PAN                        |
| 16/01/2006 al 15/01/2009 | Gabriel García Rojas                     | PRI                        |
| 16/01/2009 al 15/01/2012 | Marcelino Rojas Flores                   | Mas x Hidalgo              |
| 16/01/2012 al 04/09/2016 | Juan Núñez Perea                         | PRI                        |
| 05/09/2016 al 04/09/2020 | Gabriel García Rojas                     | PRI                        |
| 05/09/2020 al 14/12/2020 | Hipólito Zamora Soria                    | Concejo municipal Interino |
| 15/12/2020 al 04/09/2024 | Susana Araceli Ángeles Quezada           | MORENA                     |
| 05/09/2024 al 04/09/2027 | Gretchen Alyne Atilano Moreno            | MORENA                     |

## Economía
En 2015, el municipio presentaba un IDH de 0.783 Alto, por lo que ocupaba el lugar 8 a nivel estatal; y, en 2005, presentó un PIB de 4 237 202 772.00 pesos mexicanos, y un PIB per cápita de $74 898.00 (precios corrientes de 2005).
De acuerdo con el Consejo Nacional de Evaluación de la Política de Desarrollo Social (Coneval), el municipio registra un Índice de Marginación Muy Bajo. El 30.4 % de la población se encuentra en pobreza moderada y 3.7 % se encuentra en pobreza extrema. En 2015, el municipio ocupó el lugar 03 de 84 municipios en la escala estatal de rezago social.
A datos de 2015, en materia de agricultura tiene una superficie sembrada de 1570 hectáreas, de las cuales 1068 hectáreas son de cebada grano, frijol con 80 hectáreas, avena forrajea con 326 hectáreas y alfalfa verde con 18 hectáreas. En ganadería se lleva a cabo la cría y engorda de ganado ovino, contando con una población de 9266 cabezas, porcino con 1334 cabezas, el bovino de carne y leche, con 5740 cabezas y el caprino con 1179 cabezas. Además cuenta con 815 416 aves de corral. La Cuenca Lechera de Tizayuca creada en 1976, cuenta con el Complejo Agroindustrial de Tizayuca (Caitsa) y ocupa 120 ha de terreno, en las que se localizan 126 establos y 25 000 vacas. En 2012 se contaba con 70 establos activos venden su producto a las firmas como: Santa Clara, Alpura y Liconsa.
Para 2015 se cuenta con 89 unidades económicas, que generaban empleos para 157 personas. En lo que respecta al comercio, se cuenta con 4 tianguis, 2 tiendas Diconsa y 10 lecheras Liconsa; además de 3 mercados públicos, y un rastro. En el parque industrial de Tizayuca hay diversos tipos de industrias, destacan en la rama de producción productos lácteos; durmientes de concreto, resinas y productos químicos, perfiles luminosos, pinturas y solventes, cocinas integrales, plásticos y troquelados, muebles y equipos comerciales, estructuras, cerámicas, prendas de vestir, envases de vidrio, emulsiones asfálticas, jabones, bombas, impermeabilizantes y herrajes.
De acuerdo con cifras al año 2015 presentadas en los Censos Económicos por el INEGI, la Población Económicamente Activa (PEA) del municipio ascendía a 47 703 personas, de las cuales 46 376 se encontraban ocupadas y 1327 se encontraban desocupadas. El 1.62 %, pertenecía al sector primario, el 30.72 % pertenecía al sector secundario, el 65.69 % pertenecía al sector terciario y 1.97 % no especificaron.